# Кривобок, Игорь Фёдорович
Игорь Фёдорович Кривобок (укр. Ігор Федорович Кривобок; род. 28 июля 1978, Харьков, Украинская ССР, СССР) — украинский футболист, игравший на позиции нападающего.

## Карьера
Свою карьеру Игорь начал в 1999 году, выступая за команду «Виктор» (Запорожье). В течение семи лет футболист играл в различных украинских клубах низших дивизионов.
В 2006 году у нападающего начался белорусский этап карьеры. Первым белорусским клубом Кривобока стал гродненский «Неман». Позже нападающий играл в «Граните».
Во 2-й половине 2008 года играл за армянскую «Мику». В 2009 вернулся в Белоруссию, играл в «Сморгони», «Торпедо-БелАЗе» и в 2012 году вернулся вновь в «Неман», за который 24 мая 2012 года в матче чемпионата Белоруссии забил мозырьской «Славии» 3 гола. Это был первый хет-трик игрока в профессиональной карьере.
В начале сезона 2013 игрок на правах свободного агента перешёл в «Лиду», выступающую во втором дивизионе чемпионата Белоруссии. Главный тренер «Лиды» Андрей Петров уже успел отметить, какого ценного игрока он обрёл. По его словам, команда побеждает соперников благодаря высокому исполнительскому мастерству Игоря Кривобока. Благодаря очень высокой результативности, Игоря заприметил новополоцкий «Нафтан», у которого не хватало в команде нападающих. В итоге проведя в составе «Лиды» 11 матчей и забив 10 голов он перешёл в «Нафтан».
Перейдя в новополоцкий «Нафтан», Крвивобок продолжает радовать болельщиков своей игрой. Так, после четырёх поединков в составе команды он столько же раз сумел поразить ворота соперников.
В рамках 21-го тура чемпионата Белоруссии по футболу среди команд высшей лиги между новополоцким «Нафтаном» и СФК «Слуцк» — 0:0, Игорь Кривобок провёл свой 200-й официальный поединок за белорусские команды, сумев 65 раз отличиться в воротах соперников.

## Достижения
- Финалист Кубка Белоруссии по футболу 2009/10